# Wysoka (gromada w powiecie szydłowieckim)
Wysoka (alt. Wysoka Stara) – dawna gromada, czyli najmniejsza jednostka podziału terytorialnego Polskiej Rzeczypospolitej Ludowej w latach 1954–1972.
Gromady, z gromadzkimi radami narodowymi (GRN) jako organami władzy najniższego stopnia na wsi, funkcjonowały od reformy reorganizującej administrację wiejską przeprowadzonej jesienią 1954 do momentu ich zniesienia z dniem 1 stycznia 1973, tym samym wypierając organizację gminną w latach 1954–1972.
Gromadę Wysoka siedzibą GRN w Wysokiej utworzono – jako jedną z 8759 gromad na obszarze Polski – w powiecie radomskim w woj. kieleckim, na mocy uchwały nr 13i/54 WRN w Kielcach z dnia 29 września 1954. W skład jednostki weszły obszary dotychczasowych gromad Wysoka i Świniów ze zniesionej gminy Szydłowiec oraz Zastronie, Zaborowie i Wysocko ze zniesionej gminy Orońsko w tymże powiecie.
1 października 1954 gromada weszła w skład nowo utworzonego powiatu szydłowieckiego w tymże województwie, gdzie ustalono dla niej 14 członków gromadzkiej rady narodowej.
29 lutego 1956 do gromady Wysoka przyłączono kolonię Gozdków z gromady Pogroszyn w tymże powiecie.
31 grudnia 1959 do gromady Wysoka przyłączono wsie Chustki, Jankowice i Zdziechów, kolonie Zdziechów i Mszadla oraz osadę Zdziechów Karczemka ze zniesionej gromady Zdziechów.
31 grudnia 1961 z gromady Wysoka wyłączono wieś i kolonię Zaborowie oraz wieś Gozdków włączając je do znoszonej gromady Chronów.
Gromada przetrwała do końca 1972 roku, czyli do kolejnej reformy gminnej.